# Canton de Rezé-1
Le canton de Rezé-1 est une circonscription électorale française du département de la Loire-Atlantique créée par le décret du 25 février 2014 et entrée en vigueur lors des premières élections départementales suivant la publication du décret.

## Histoire
Un nouveau découpage territorial de la Loire-Atlantique entre en vigueur à l'occasion des élections départementales de 2015. Il est défini par le décret du 25 février 2014, en application des lois du 17 mai 2013 (loi organique 2013-402 et loi 2013-403). Les conseillers départementaux sont, à compter de ces élections, élus au scrutin majoritaire binominal mixte. Les électeurs de chaque canton élisent au Conseil départemental, nouvelle appellation du Conseil général, deux membres de sexe différent, qui se présentent en binôme de candidats. Les conseillers départementaux sont élus pour 6 ans au scrutin binominal majoritaire à deux tours, l'accès au second tour nécessitant 12,5 % des inscrits au 1er tour. En outre la totalité des conseillers départementaux est renouvelée. Ce nouveau mode de scrutin nécessite un redécoupage des cantons dont le nombre est divisé par deux avec arrondi à l'unité impaire supérieure si ce nombre n'est pas entier impair, assorti de conditions de seuils minimaux. Dans la Loire-Atlantique, le nombre de cantons passe ainsi de 59 à 31.
Le canton de Rezé-1 est formé de communes des anciens cantons de Bouaye (4 communes) et de Rezé (1 commune). Il est entièrement inclus dans l'arrondissement de Nantes. Le bureau centralisateur est situé à Rezé.

## Représentation
| Période élective | Période élective | Mandat | Mandat   | Identité         | Nuance | Nuance | Qualité                                                                                               |
| ---------------- | ---------------- | ------ | -------- | ---------------- | ------ | ------ | --- |
| 2015             | 2021             | 2015   | 2021     | Myriam Bigeard   |        | PS     | Professeure d'économie sociale et familiale Ancienne adjointe au maire de Bouguenais                  |
| 2015             | 2021             | 2015   | 2021     | Freddy Hervochon |        | PS     | Architecte Adjoint au maire de Bouaye Vice-Président aux ressources, milieux naturels et au foncier   |
| 2021             | 2028             | 2021   | en cours | Myriam Bigeard   |        | PS     | Conseillère sortante                                                                                  |
| 2021             | 2028             | 2021   | en cours | Freddy Hervochon |        | PS     | Maire de Bouaye depuis novembre 2023 6e vice-président du conseil départemental, chargé des mobilités |

### Résultats détaillés

#### Élections de mars 2015
À l'issue du 1er tour des élections départementales de 2015, deux binômes sont en ballottage : Myriam Bigeard et Freddy Hervochon (PS, 33,78 %) et Erwan Gouiffes et Françoise Rabbe (Union de la Droite, 23,14 %). Le taux de participation est de 51,47 % (14 990 votants sur 29 125 inscrits) contre 50,7 % au niveau départemental et 50,17 % au niveau national.
Au second tour, Myriam Bigeard et Freddy Hervochon (PS) sont élus avec 59,56 % des suffrages exprimés et un taux de participation de 48,2 % (7 491 voix pour 14 037 votants et 29 125 inscrits).

#### Élections de juin 2021
Le premier tour des élections départementales de 2021 est marqué par un très faible taux de participation (33,26 % au niveau national). Dans le canton de Rezé-1, ce taux de participation est de 30,08 % (9 505 votants sur 31 602 inscrits) contre 31,09 % au niveau départemental. À l'issue de ce premier tour, deux binômes sont en ballottage : Myriam Bigeard et Freddy Hervochon (PS, 38,04 %) et Fabrice Bascoul et Sophie Pavageau (DVD, 28,38 %).
Le second tour des élections est marqué une nouvelle fois par une abstention massive équivalente au premier tour. Les taux de participation sont de 34,36 % au niveau national, 32,4 % dans le département et 32,41 % dans le canton de Rezé-1. Myriam Bigeard et Freddy Hervochon (PS) sont élus avec 58,96 % des suffrages exprimés (5 755 voix pour 10 246 votants et 31 610 inscrits),,.

## Composition
| Nom                          | Code Insee | Intercommunalité | Superficie (km2) | Population (dernière pop. légale)               | Densité (hab./km2) | Modifier                                    |
| ---------------------------- | ---------- | ---------------- | ---------------- | ----------------------------------------------- | ------------------ | ------------------------------------------- |
| Rezé (bureau centralisateur) | 44143      | Nantes Métropole | 13,78            | Fraction : 4 898 (2022) Commune : 43 349 (2022) | 3 146              | modifier les données · modifier les données |
| Bouaye                       | 44018      | Nantes Métropole | 13,83            | 8 281 (2022)                                    | 599                | modifier les données · modifier les données |
| Bouguenais                   | 44020      | Nantes Métropole | 31,50            | 20 590 (2022)                                   | 654                | modifier les données · modifier les données |
| Brains                       | 44024      | Nantes Métropole | 15,31            | 2 760 (2022)                                    | 180                | modifier les données · modifier les données |
| Saint-Aignan-Grandlieu       | 44150      | Nantes Métropole | 17,94            | 3 991 (2022)                                    | 222                | modifier les données · modifier les données |
| Saint-Léger-les-Vignes       | 44171      | Nantes Métropole | 6,49             | 2 114 (2022)                                    | 326                | modifier les données · modifier les données |
| Canton de Rezé-1             | 4421       |                  |                  | 42 634 (2022)                                   |                    | modifier les données                        |

Le canton de Rezé-1 comprend :
1. cinq communes entières,
2. la partie de la commune de Rezé située au nord d'une ligne définie par l'axe des voies et limites suivantes : depuis la limite territoriale de la commune de Bouguenais, ligne de chemin de fer, rue Victor-Hugo, rue Henri-Barbusse, rue du Port-aux-Blés, rue Émile-Zola, boulevard du Général-de-Gaulle, jusqu'à la limite territoriale de la commune de Nantes.

## Démographie
En 2022, le canton comptait 42 634 habitants, en évolution de +5,62 % par rapport à 2016 (Loire-Atlantique : +6,68 %, France hors Mayotte : +2,11 %).
| 2013   | 2018   | 2022   |
| ------ | ------ | ------ |
| 38 630 | 41 534 | 42 634 |